# Evelyn Kroker
Evelyn Kroker (* 7. Juni 1942 in Chemnitz als Evelyn Modes; † 7. Februar 2012) war eine deutsche Soziologin, Historikerin und Wirtschaftsarchivarin.
Kroker studierte Soziologie, Geschichte und Erziehungswissenschaften. Ende der 1960er Jahre wurde sie Assistentin bei Albrecht Timm am Lehrstuhl für Wirtschafts- und Technikgeschichte der Ruhr-Universität Bochum und promovierte dort 1973 mit einer Dissertation über den Beitrag der Montanindustrie zu den Weltausstellungen von 1851 bis 1880, die mit dem Rudolf-Kellermann-Preis für Technikgeschichte ausgezeichnet wurde.
Sie kam 1974 als wissenschaftliche Mitarbeiterin zum Deutschen Bergbau-Museum Bochum und leitete dort bis zu ihrem Ruhestand das Bergbau-Archiv.

„Als Evelyn Kroker ihre Tätigkeit für das Bergbau-Archiv aufnahm, war dieses (...) kaum mehr als in seinen Strukturen etabliert. Evelyn Kroker blieb es vorbehalten, „ihr“ Bergbau-Archiv in den folgenden mehr als 25 Jahren zu einer modernen und archivwissenschaftlichen Standards verpflichteten Einrichtung zu entwickeln – fürwahr eine Lebensleistung, die sie in der maskulin geprägten und traditionell hierarchisch gegliederten Berufswelt des Bergbaus mit der ihr eigenen Gestaltungsfähigkeit und Durchsetzungskraft herausragend zu meistern wusste.“

Evelyn Kroker engagierte sich auch in verschiedenen Berufsverbänden. Sie war ab 1980 Mitglied und 1992–1998 Vorsitzende des Vorstands der Vereinigung deutscher Wirtschaftsarchivare. Außerdem war sie Vorsitzende der Fachgruppe für Wirtschaftsarchivare im Verein deutscher Archivare.
Sie war seit 1968 mit dem Bergbauhistoriker Werner Kroker (1941–2015) verheiratet.

## Schriften
- Die Weltausstellungen im 19. Jahrhundert. Industrieller Leistungsnachweis, Konkurrenzverhalten und Kommunikationsfunktion unter Berücksichtigung der Montanindustrie des Ruhrgebietes zwischen 1851 und 1880. Dissertation, Ruhr-Universität Bochum, 1973. / Vandenhoeck & Ruprecht, Göttingen 1975, ISBN 3-525-42203-2.
- (mit  Gabriele Unverferth): Der Arbeitsplatz des Bergmanns in historischen Bildern und Dokumenten. (= Veröffentlichungen aus dem Deutschen Bergbau-Museum Bochum, Nr. 15.) (= Schriften des Bergbau-Archivs, Nr. 2.) Bochum 1979, ISBN 3-921533-14-7. / 3., überarbeitete Auflage, Bochum 1990, ISBN 3-921533-21-X.
- Der Arbeitsplatz des Bergmanns. Der Weg zur Vollmechanisierung. (= Veröffentlichungen aus dem Deutschen Bergbau-Museum Bochum, Nr. 37.) (= Schriften des Bergbau-Archivs, Nr. 4.) Bochum 1986, ISBN 3-921533-36-8.
- (mit Werner Kroker): Solidarität aus Tradition. Die Knappenvereine im Ruhrgebiet. C. H. Beck, München 1988, ISBN 3-406-33389-3.
- (mit Werner Kroker): Frauen und Bergbau. Zeugnisse aus fünf Jahrhunderten. (Katalog zur Ausstellung des Deutschen Bergbau-Museums Bochum vom 29. August bis 10. Dezember 1989) (= Veröffentlichungen aus dem Deutschen Bergbau-Museum Bochum, Nr. 45.) Bochum 1989, ISBN 3-921533-43-0.
- (mit Michael Farrenkopf): Grubenunglücke im deutschsprachigen Raum. Katalog der Bergwerke, Opfer, Ursachen und Quellen. (= Veröffentlichungen aus dem Deutschen Bergbau-Museum Bochum, Nr. 79.) (= Schriften des Bergbau-Archivs, Nr. 8.) 2. überarbeitete Auflage, Bochum 1999, ISBN 3-921533-68-6.